# 金明均
金明均（1899年—1934年8月），朝鲜族，抗日战争时期中共政治人物，曾任中共延和县委军事部长、汪清县委军事部长等职。:196-197

## 生平
1899年，金明均出生于朝鲜咸镜北道会宁郡，1913年随家人落户和龙县杨木顶子。1915年从大砬子小学毕业后，他进入延吉师范学校学习。1916年初春，他进入朝鲜爱国志士在汪清县罗子沟太平沟士官学校受训6个月，同年9月随洪范图、金佐镇的朝鲜独立军去往苏联伊曼。1921年5月，金明均返回延吉县，以在小学教书为掩护，从事革命活动。1928年初，他在敦化加入高丽共产青年会，后加入朝鲜共产党，任额穆军事部负责人。:196
1930年7月，金明均在龙井经王耿介绍加入中国共产党。此后，他在敦化和额穆组织领导了“敦额农民八一暴动”。1931年8月，他开始担任中共延和县委军事部长。次年年1月2日，他被调任中共汪清县委军事部长，负责筹建游击队。他举办了为期2个月的军事训练。同年2月20日，他带领一个6人小队袭击大坎子警察分署，缴获7支枪和6袋子弹。同年3月，汪清县反日游击队在小汪清成立。金明均任游击队政委，金哲任队长。同年4月，游击队合并成50余人的中队:196-197。同年11月，游击队与来自安图、宁安的两支游击队扩编成有3个中队，总人数超90人的游击大队，拥有70多枪支。金明均任政委，梁成龙任队长:38。
1933年3月，由于左倾思想错误，民生团事件被扩大化，金明均被打成民生团分子。在被关押受审期间，金明均逃脱，但又被百草沟日本领事分馆警察逮捕。同年6月，他假装交代“罪行”归顺后被释放。此后，他在延吉县太平沟小学任校长，并因此为掩护开展革命活动，发展了11名党员。1933年8月，他培养的1名党员被捕后变节，导致他在8月16日再次被日警逮捕。1934年1月，他被日警作为政治要犯押送至朝鲜京城府西大门监狱。同年8月，他被京城府地方法院判处死刑，牺牲时年仅35岁。:197-198